# Anchialina flemingi
Anchialina flemingi är en kräftdjursart som beskrevs av W. M. Tattersall 1943. Anchialina flemingi ingår i släktet Anchialina och familjen Mysidae. Inga underarter finns listade i Catalogue of Life.